# Championnat des Amériques féminin de basket-ball des moins de 16 ans
Cet article traite de l'épreuve féminine. Pour la compétition masculine, voir Championnat des Amériques masculin de basket-ball des moins de 16 ans.
Le Championnat des Amériques féminin de basket-ball des moins de 16 ans est une compétition féminine de basket-ball qui oppose les meilleures sélections nationales des Amériques des joueuses de moins de 16 ans. Elle est organisée par la FIBA Amériques tous les 2 ans depuis 2009. Le titre de champion des Amériques se joue donc entre 8 sélections des différentes zones de qualification aux Amériques. Les quatre équipes demi-finalistes de la compétition se qualifient directement pour la Coupe du monde féminine de basket-ball des 17 ans et moins.

## Palmarès
| Édition | Année | Pays hôte    | Finale         | Finale     | Finale   | Petite finale | Petite finale | Petite finale | MVP              |
| Édition | Année | Pays hôte    | Champion       | Score      | Deuxième | Troisième     | Score         | Quatrième     | MVP              |
| ------- | ----- | ------------ | -------------- | ---------- | -------- | ------------- | ------------- | ------------- | ---------------- |
| 1re     | 2009  | Mexico       | États-Unis     | 103–52     | Canada   | Argentine     | 64–47         | Brésil        | non mis en place |
| 2e      | 2011  | Mérida       | États-Unis (2) | 73–40      | Brésil   | Canada        | 53–36         | Porto Rico    | non mis en place |
| 3e      | 2013  | Cancún       | États-Unis (3) | 82–48      | Canada   | Brésil        | 70–56         | Mexique       | Asia Durr        |
| 4e      | 2015  | Puebla       | Canada         | 72–71 (OT) | Brésil   | États-Unis    | 81–24         | Mexique       | Alyssa Jerome    |
| 5e      | 2017  | Buenos Aires | États-Unis (4) | 91–46      | Canada   | Argentine     | 59–52 (OT)    | Colombie      | Aliyah Boston    |
| 6e      | 2019  | Puerto Aysén | États-Unis (5) | 87–37      | Canada   | Chili         | 59–49         | Porto Rico    | Payton Verhulst  |
| 7e      | 2021  | León         | États-Unis (6) | 118–45     | Canada   | Mexique       | 72–67         | Argentine     | JuJu Watkins     |
| 8e      | 2023  | Mérida       | États-Unis (7) | 79–59      | Canada   | Argentine     | 67–58         | Porto Rico    | Jerzy Robinson   |

## Médailles par pays
Tableau actualisé après le championnat 2023.
| Rang | Nation     | Or | Argent | Bronze | Total |
| ---- | ---------- | -- | ------ | ------ | ----- |
| 1    | États-Unis | 7  | 0      | 1      | 8     |
| 2    | Canada     | 1  | 6      | 1      | 8     |
| 3    | Brésil     | 0  | 2      | 1      | 3     |
| 4    | Argentine  | 0  | 0      | 3      | 3     |
| 5    | Chili      | 0  | 0      | 1      | 1     |
| 5    | Mexique    | 0  | 0      | 1      | 1     |

## Détail par pays
| Équipe                 | 2009 | 2011 | 2013 | 2015 | 2017 | 2019 | 2021 | 2023 | Total |
| ---------------------- | ---- | ---- | ---- | ---- | ---- | ---- | ---- | ---- | ----- |
| Argentine              | 3e   | 5e   | 7e   | 6e   | 3e   |      | 4e   | 3e   | 7     |
| Brésil                 | 4e   | 2e   | 3e   | 2e   |      | 6e   | 6e   | 6e   | 7     |
| Canada                 | 2e   | 3e   | 2e   | 1er  | 2e   | 2e   | 2e   | 2e   | 8     |
| Chili                  |      |      |      |      |      | 3e   | 7e   |      | 2     |
| Colombie               |      |      |      |      | 4e   |      |      | 5e   | 2     |
| Costa Rica             |      |      | 8e   |      |      |      | 8e   |      | 2     |
| Cuba                   |      |      |      | 5e   |      |      |      |      | 1     |
| Équateur               |      |      |      |      |      | 5e   |      |      | 1     |
| États-Unis             | 1er  | 1er  | 1er  | 3e   | 1er  | 1er  | 1er  | 1er  | 8     |
| Guatemala              | 8e   | 8e   |      |      |      |      |      |      | 2     |
| Honduras               |      |      |      | 8e   |      |      |      |      | 1     |
| Mexique                | 5e   | 7e   | 4e   | 4e   | 5e   | 7e   | 3e   | 7e   | 8     |
| Porto Rico             | 6e   | 4e   | 5e   |      | 7e   | 4e   | 5e   | 4e   | 7     |
| République dominicaine | 7e   |      |      |      | 8e   |      |      | 8e   | 3     |
| Salvador               |      |      |      |      |      | 8e   |      |      | 1     |
| Venezuela              |      | 6e   | 6e   | 7e   | 6e   |      |      |      | 4     |
| Total                  | 8    | 8    | 8    | 8    | 8    | 8    | 8    | 8    |       |

Légende : en gras le pays organisateur.